# Caspar Jander
Caspar Jander, né le 23 mars 2003 à Münster en Allemagne, est un footballeur allemand qui évolue au poste de milieu central au FC Nuremberg.

## Biographie

### En club
Né à Münster en Allemagne, Caspar Jander est notamment formé par le Borussia Dortmund et FC Schalke 04 avant de rejoindre le MSV Duisbourg en 2021. Il joue son premier match en professionnel le 23 janvier 2022, lors d'une rencontre de championnat face au 1. FC Sarrebruck. Il entre en jeu, et son équipe est battue par quatre buts à trois,.
Lors de l'été 2024, Caspar Jander rejoint le FC Nuremberg librement après la fin de son contrat avec le MSV Duisbourg. Le transfert est officialisé dès le 2 janvier 2024.

### En sélection
Caspar Jander représente l'équipe d'Allemagne des moins de 20 ans, jouant six matchs en 2023.
Caspar Jander joue son premier match avec l'équipe d'Allemagne espoirs le 21 mars 2025 contre la Slovaquie. Entré en jeu à la place de Rocco Reitz, et voit son équipe s'imposer par un but à zéro.